# Антикапіталізм

Один з символів антикапиталізму

Антикапіталізм — широкий спектр рухів, ідей і підходів, які виступають проти капіталізму. Антикапіталісти, в строгому сенсі цього слова, це ті, хто хоче повністю замінити капіталізм іншою системою. Проте, є також ідеї, які можна охарактеризувати як частково антикапіталістичні, в тому сенсі, що вони тільки хочуть замінити або скасувати деякі аспекти капіталізму, а не всю систему.

## Історія поняття

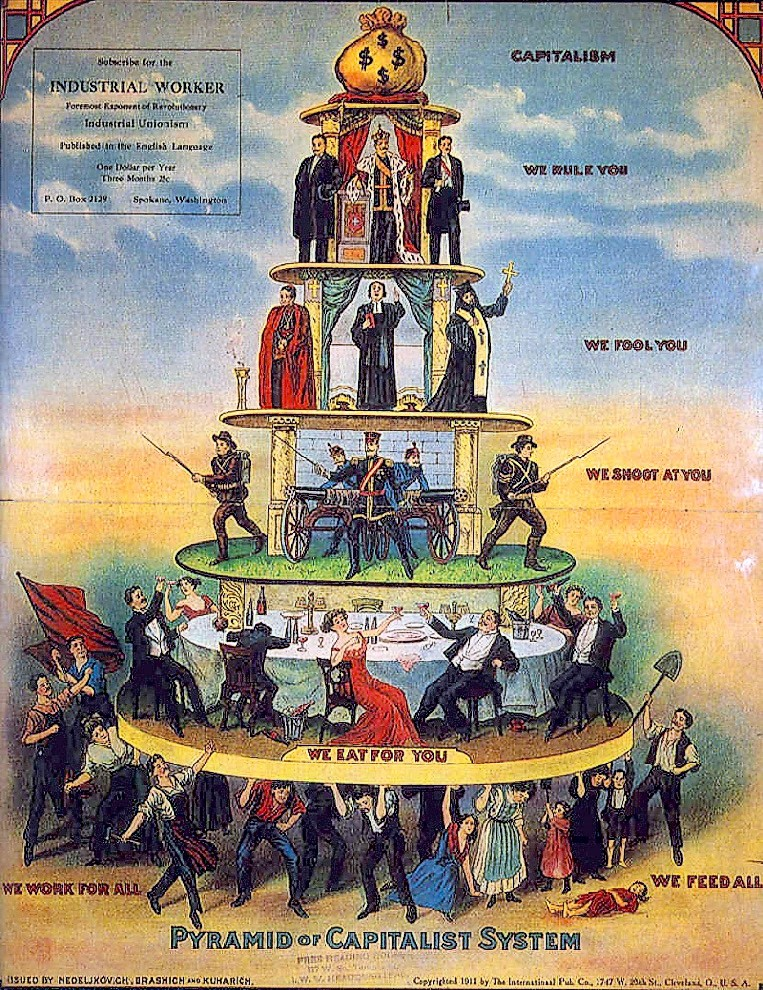
Карикатура, опублікована в газеті працівник промисловості в 1911, «Класи капіталістичного суспільства», зверху - вниз:
Дворянство (у тому числі і король) - «Ми правимо вами»
Духовенство- «Ми дуримо вас»
Армія - «Ми стріляємо в вас»
Буржуазія - «Ми їмо за вас»
Робітники і Селяни - «Ми працюємо за всіх», «Ми годуємо всіх»

Антикапіталістичні ідеї розвивалися одночасно з ростом капіталістичної системи. Антикапіталізм отримав стрімкий розвиток в середині 19-го століття, а саме після кризи 1857. Після кризи була засновано «Міжнародне товариство трудящих», яке активно підтримувало ідеї боротьби робітників за свої права. 
У 1871, після поразки у Паризької комуни, стався розкол між марксистами й анархістами щодо методів протидії капіталізму: марксисти вважали за необхідне брати участь у виборах, у той час як анархісти вважали, що участь у виборах нічого не дасть.

## Антикапіталізм сьогодні
Сьогодні антикапіталізм ділиться на чотири основні тенденції:
- Марксисти (комуністи і революційні соціалісти), які беруть участь у виборах і намагаються зайняти високі посади в державному апараті.
- Радикальні екологи і антиглобалісти, які так само висувають свою кандидатуру на виборах.
- Анархісти, які відмовляються брати участь у виборах, за деякими винятками.
- Третій шлях, прихильниками якого є корпоратисти (в основному фашисти), які інколи беруть участь у виборах.

## Ідеології і антикапіталізм

### Анархізм
Анархісти виступають за повне скасування держави.  Багато анархістів (у тому числі прихильники лівого анархізму, анархічного соціалізму та комуністичного анархізму) проти капіталізму
на тій підставі, що він тягне за собою соціальне панування (через нерівність у розподілі багатства) одних людей над іншими. Деякі форми анархізму виступають проти капіталізму в цілому, підтримуючи при цьому деякі принципи капіталізму, такі як ринковість економіки (мютюелісти), а деякі навіть приватну власність (анархо-індивідуалісти).
В той же час існує і протилежний анархо-капіталістичний рух, що не визнає скасування приватної власности кроком до вирішення гноблення.

### Антиглобалісти
Антиглобалісти вважають, що нинішня модель глобалізації сформована під заступництвом світового капіталу і веде за собою: 
- Зростання розриву в доходах, рівні споживання, здоров'я, освіти в країнах «золотого мільярда» і «третього світу».
- Неприпустимі умови для працівників низької кваліфікації транснаціональних корпорацій.
- Домінування масової поп-культури, зниження вільної творчості, «стандартизація умов».
- Споживче та хижацьке ставлення до природи, спроба «обходу» екологічних проблем, вивезення брудних виробництв у країни «третього світу».
- Панування ідеології неолібералізму з метою дедалі більшої експансії капіталу в усьому світі, формування з країн-неучастників «золотого мільярда» сировинних придатків так званих «розвинених країн».

### Фашизм
Фашизм має змішанні позиції по капіталізму, тоді як підтримує право приватної власності, фашизм є ворожим до понять невтручання
капіталізму, вільної торгівлі, економічного індивідуалізму, матеріалізму і буржуазної культури. Фашисти визнають існування класового конфлікту, який існує в капіталістичних суспільствах і шукають його рішення. Економічною моделлю фашизму є третій шлях, що поєднує корпоратизм і олігархію.

### Соціалізм
Соціалізм має різні теорії економічної організації — державна або пряма власність працівника та адміністрації на засоби виробництва і доступ до розподіл ресурсів, суспільство характеризується рівним доступом до ресурсів для всіх людей, з егалітарним методом компенсації. Соціалісти виступають за кооперативний/громадський або державний контроль
економіки, з демократичним контролем з боку людей над державою, хоча є деякі недемократичні філософії. Форма власності «державна» або «робочий кооператив" є фундаментальною опозицією "приватній" власності на засоби виробництва, що є визначальною рисою капіталізму. Більшість соціалістів стверджують, що капіталізм несправедливо концентрує владу, багатство і прибуток, серед невеликої частини суспільства, яка управляє капіталом і отримує свої багатства шляхом експлуатації, придушують технологічний та економічний прогрес, підтримуючи анархію у виробництві. Загалом соціалісти підтримують такі економічні практики, як командність і колективність.

### Комунізм
Комунізм і революційний марксизм мають розбіжності з капіталізмом і економічним лібералізмом на фундаментальній основі — комуністи прихильники комунальної власності на засоби виробництва і прийняття економічних рішень у суспільстві, зі скасуванням приватної власності та держави. Фрідріх Енгельс, один з засновників сучасної соціалістичної теорії, виступив за створення суспільства, яке дозволяє широке застосування сучасних технологій для раціоналізації економічної діяльності за рахунок усунення властивої капіталізму анархії виробництва. Марксизм наводить аргументи на користь колективної власності на засоби виробництва, ліквідації експлуатації праці, і, урешті-решт, скасування держави, з проміжним етапом, невизначеної тривалості, на якому держава буде використовуватися для усунення слідів капіталізму. Деякі комуністичні держави оголошували, що скасували капіталізм, хоча деякі марксистські теоретики характеризують цей статус як державний капіталізм, а не антикапіталізм.

### Націонал-соціалізм
Націонал-соціалісти протистоять з одного боку комунізму, а з іншого боку капіталізму, як формам експлуатації, на їх думку, "арійської раси". Капіталізм розглядається як метод поневолення нації реакційними елементами та "нижчими людьми" (як євреями), щоб завадити національній революції і створенню народної держави. Націонал-соціалісти під час побудови держави спираються перш за все на робочий клас, оскільки він у такій державі буде служити на благо усієї нації. Економічною моделлю нацизму є командна планова економіка, де держава спирається на робочий клас, і з його допомогою керує виробництвом через партію. Однак скасування приватної власности є необов'язковим, оскільки держава керує і процесом виробництва, і прибутком через партійні органи влади. Також заперечується класова боротьба, оскільки вона руйнує національну єдність, а капіталісти можуть бути корисними у побудові економіки, оскільки вони розуміють її роботу. Взагалі нацисти часто дивляться на капіталізм через призму теорій змов, як про захоплення світу євреями та інших.